# Jak Ali Harvey
Jak Ali Harvey (Hanover, 4 mei 1989) is een Turks sprinter van Jamaicaanse afkomst, die gespecialiseerd is in de 100 m. Hij nam eenmaal deel aan de Olympische Spelen, maar won bij die gelegenheid geen medailles.

## Biografie
In 2011 nam Harvey deel aan de Zomeruniversiade 2011. Hij won de finale van de 100 m. Vanaf 25 juli 2014 komt Harvey uit voor Turkije. In 2015 nam Harvey deel aan de wereldkampioenschappen in Peking, waar hij op de 100 m werd uitgeschakeld in de halve finale. Op de Europese kampioenschappen van 2016 in Amsterdam behaalde Harvey de zilveren medaille op de 100 m, achter Churandy Martina. 
Tijdens de Olympische Spelen van 2016 in Rio de Janeiro kon Harvey zich kwalificeren voor de halve finale op de 100 m. In de eerste halve finale eindigde hij op de vierde plaats, wat onvoldoende was om de finale te bereiken. Hij nam ook deel aan de 200 m, maar sneuvelde hierbij reeds in de series.
Op de EK van 2018 in Berlijn behaalde Harvey de bronzen medaille op de 100 m. Samen met Emre Zafer Barnes, Yigitcan Hekimoglu en Ramil Goelijev liep Harvey naar het zilver op de 4 × 100 m estafette.

## Titels
- Universitair kampioen 100 m - 2011
- Middellandse Zeespelen kampioen 100 m - 2018
- Balkan kampioen 100 m - 2015, 2017, 2020, 2021
- Balkan kampioen 200 m - 2017, 2020
- Balkan kampioen 4 × 100 m - 2015, 2020, 2021
- Turks kampioen 100 m - 2019, 2021
- Turks kampioen 200 m - 2021

## Persoonlijke records
Outdoor
| Afstand | Prestatie             | Datum            | Plaats   |
| ------- | --------------------- | ---------------- | -------- |
| 100 m   | 9,92 s (+0,9 m/s)(NR) | 12 juni 2016     | Erzurum  |
| 200 m   | 20,38 s (-1,1 m/s)    | 5 september 2015 | Ankara   |
| 400 m   | 49,12 s               | 28 januari 2012  | Kingston |

Indoor
| Afstand | Prestatie | Datum           | Plaats       |
| ------- | --------- | --------------- | ------------ |
| 60 m    | 6,79 s    | 31 januari 2021 | Fayetteville |

## Palmares

### 100 m
- 2010: 6e NACAC U23 - 10,26 s
- 2011:  Universiade - 10,14 s
- 2015:  Balkan kamp. - 10,11 s
- 2015: 5e in ½ fin. WK - 10,08 s
- 2016:  EK - 10,07 s
- 2016: 4e in ½ fin. OS - 10,03 s
- 2017: 4e in ½ fin. WK - 10,16 s
- 2017:  Balkan kamp. - 10,11 s
- 2018:  Middellandse Zeespelen - 10,10 s
- 2018:  EK - 10,01 s
- 2018: 4e Wereldbeker te Ostrava - 10,19 s
- 2019:  Turkse kamp. - 10,32 s
- 2020:  Balkan kamp. - 10,30 s
- 2021:  Turkse kamp. - 10,27 s
- 2021:  Balkan kamp. - 10,33 s

### 200 m
- 2016: 6e in serie OS - 20,58 s
- 2017:  Balkan kamp. - 20,56 s
- 2020:  Balkan kamp. - 20,77 s
- 2021:  Turkse kamp. - 20,59 s

### 4 x 100 m estafette
- 2010:  NACAC U23 - 39,36 s
- 2010: 1e in serie Centraal-Amerikaanse en Caribische Spelen - 38,96 s
- 2011: DSQ serie Universiade
- 2015:  Balkan kamp. - 39,35 s
- 2016: 14e in serie EK - 39,58 s
- 2017: 7e WK - 38,73 s
- 2018:  Middellandse Zeespelen - 38,50 s
- 2018:  EK - 37,98 s
- 2018:  Wereldbeker - 38,96 s
- 2020:  Balkan kamp. - 39,63 s
- 2021:  Balkan kamp. - 39,64 s
- 2022: 7e EK - 39,20 s